# Bupleurum angustissimum
Bupleurum angustissimum är en flockblommig växtart som först beskrevs av Adrien René Franchet, och fick sitt nu gällande namn av Masao Kitagawa. Bupleurum angustissimum ingår i släktet harörter, och familjen flockblommiga växter. Inga underarter finns listade i Catalogue of Life.